# گئورگ اشتال
گئورگ ارنست اشتال (آلمانی: Georg Ernst Stahl؛ زاده ۲۲ اکتبر ۱۶۵۹ - درگذشته ۲۴ مه ۱۷۳۴) یک شیمی‌دان، فیزیک‌دان  و فیلسوف اهل آلمان بود.
اشتال با یاترومکانیست‌ها مخالف بود، زیرا آنها نقش آنیما را در پدیده های حیاتی حذف کردند و هر پدیده حیاتی، خواه فیزیولوژیکی یا آسیب‌شناختی را به اصول مکانیکی تقلیل دادند. او استدلال می‌کرد که ماشین‌ها هرگز آن میل، دقت و خودانگیختگی را تولید نمی‌کنند که ارگانیسم با آن به نیازها و تهدیدات خود پاسخ می‌دهد.
او نظریهٔ فلوژیستون را دربارهٔ سوختن و فرایندهای زیستیِ مرتبطی مانند تنفس، تخمیر و فاسدشدن، گسترش داد. اشتال در شهر آنسباخ در دوک‌نشین فرانکونیا زاده شد و در دانشگاه یِنا پزشکی خواند. پس از فراغت از تحصیل، از ۱۶۸۴ تا ۱۶۸۷ م در همان دانشگاه تدریس کرد و سپس پزشک دربار دوکِ ساکسن ـ وایمار شد. او در ۱۶۹۴ م به استادی پزشکی در دانشگاه نوبنیاد هاله رسید و تا ۱۷۱۶ م در این سمت ماند. اشتال از ۱۷۱۶ م تا هنگام مرگ، پزشک شخصی فریدریش (فردریک) ویلهِلم یکم، شاه پروس، در برلین بود.